# Pozo Almonte
Pozo Almonte es una ciudad y comuna capital de la Provincia del Tamarugal, en la Región de Tarapacá, en el Norte Grande de Chile.
Integra junto con las comunas de Iquique, Alto Hospicio, Huara, Camiña, Colchane y Pica el distrito electoral N.º 2 y pertenece a la 2.ª circunscripción senatorial (Tarapacá).
Su superficie es de 13.765,8 km², donde vive una población de 15.711 habitantes (INE, 2017). Está ubicada en pleno centro en la pampa del Tamarugal. En la comuna se localizan una serie de oficinas salitreras, destacándose las de Humberstone y Santa Laura.

## Etimología
Se dice que el origen del topónimo Pozo Almonte es colonial, aunque también existen ciertos mitos. Era un pueblo de parada por ciertas razones ya que junto a él se encontraban pueblos mineros aledaños.
Un caballero de nacionalidad española que se apellidaba Almonte, se dice que se encargaba de repartir las aguas de pozos de tierra y al tiempo esta localidad se dio a conocer como los pozos de Almonte, ya que este pequeño pueblo en ese instante solo se conocía por aquel hombre. Y con el tiempo pasó a recibir el denominativo de "Pozo Almonte".
Aún se registran descendientes del aquel señor español originario del apellido Almonte quienes están radicados en la localidad de La Huayca y se ha podido constatar la veridicción de estos hechos con el señor Eliseo Cayo Almonte a quien se le ha atribuido las llaves de la ciudad en representación de sus antepasados.

## Historia
Su primer nombre fue Santísimo Sacramento & pampa, cuyo dueño fue don Manuel Garrocho de Almonte.
Manuel instala un pozo para proveer de agua a la azogueria Santísimo Sacramento, esto en el 1800. En 1810 aparece por vez primera en un texto el nombre de Pozo de Almonte, en alusión al pozo de Manuel Garrocho de Almonte. Con el pasar del tiempo el sector se comienza a conocer con este nombre. En 1851 aparece un punto denominado Almonte en el plano de Tarapacá de William Bollaert. Por esos años se cambia al giro salitrero naciendo oficina salitrera Pozo Almonte, nace su hija María Pascuala de Almonte, quien pasa a ser dueña de esta salitrera.
María Pascuala se casa con el señor José Miguel de Mendizabal y de esta relación nacen 9 hijos, por lo cual se pierde el apellido Almonte originario del nacimiento del pueblo.
En noviembre de 1879 fue punto de reunión de las fuerzas aliadas del Perú y Bolivia que salieron de Iquique para enfrentar a las tropas chilenas que habían desembarcado en Pisagua (al norte)luego de finalizada la campaña de Tarapacá, Pozo Almonte paso a poder de Chile.
Desde la época de La Colonia, y especialmente a la llegada del ferrocarril proveniente desde Iquique junto con la construcción de la estación, Pozo Almonte fue un lugar de servicios salitreros y proveedor de agua.
Francisco Astaburoaga escribió en 1899 en su Diccionario Geográfico de la República de Chile : 573  sobre el lugar:

Pozo Almonte.-—Aldea del departamento de Tarapacá situada por los 20º 15' Lat. y 69' 47' Lon. en la pampa central al E. del puerto y ciudad de Iquique, de la cual dista por el ferrocarril, que desde aquí hace una extensa curva al S. y NE., 70 kilómetros; en línea recta al oriente queda más cercana, pero con alturas peladas intermedias de difícil trayecto. Ha sido antiguo asiento de oficinas ó establecimientos de beneficio de salitre y cuenta al presente con una población de 968 habitantes, oficinas de correo y telégrafo, escuelas gratuitas, estación de aquel ferrocarril y pozos de buena agua: habiendo sido el primero de propiedad de un individuo del apellido Almonte, de lo que el primitivo asiento tomó el nombre.

El geógrafo Luis Risopatrón describe a Pozo Almonte como una ‘aldea’ en su libro Diccionario Jeográfico de Chile en el año 1924: : 697 

Pozo Almonte (Pueblo). 20° 16' 69° 48' Es de corto caserío, cuenta con servicio de correos, escuelas públicas i estación de ferrocarril i se encuentra a 1 028 m de altitud, a 33 kilómetros hacia el S del lugarejo de Guara; tiene un pozo que produce 180 ms de agua en 24 horas. Los sondajes han comprobado que hasta una profundidad mayor de 144 m, el subsuelo de la pampa en esta parte, está constituido por las mismas capas que hoi dia forman su superficie.

### Creación de la comuna
La comuna de Pozo Almonte fue creada por el DFL N.º 8583 del 30 de diciembre de 1927.
Desde el 8 de octubre del año 2007, es la capital de la Provincia del Tamarugal, creada con la ley N.º 20.175, promulgada el 23 de marzo del mismo año, por la presidenta de la República Michelle Bachelet, en la ciudad de Arica. 
En febrero de 2013, el Sr. Robinson Rivera Vicuña, asumió como Gobernador de la Provincia, destacando su impronta, "Tamarugal, el Alma de Tarapacá", destacando el Fomento Productivo y la Integración con las Comunidades Quechua y Aimara, que enriquece el corazón de la Provincia del Tamarugal.
Posteriormente, en marzo de 2014 asume como Gobernador el abogado comunista Claudio Ernesto Vila Bustillos, teniendo como primera tarea el enfrentar los terremotos del 1 y 2 de abril y posteriormente un trabajo enfocado en el restablecimiento de los servicios públicos en El Tamarugal.

## Medio ambiente

### Geomorfología y componentes abióticos

Trazado simplificado de los ecosistemas y cuerpos de agua presentes en la comuna de Pozo Almonte.

La comuna de Pozo Almonte se encuentra emplazada en las unidades geomorfológicas de Pampa del Tamarugal, Cordillera de la costa, pediplanos, glacis y piedemont, precordillera río Loa superior y precordillera río Lauca; y presenta según la clasificación climática de Köppen clima de tundra de lluvia estival (ET (w)), clima desértico cálido (BWh), clima desértico frío (BWk), clima desértico frío de lluvia estival (BWk (w)), clima semiárido (BSk) y clima semiárido de lluvia estival (BSk (w)). Esta además se halla entre las cuencas hidrográficas de Altiplanicas, Cuencas costeras entre Tilviche y Loa, Pampa del Tamarugal y río Loa. Además, la comuna posee diversos cuerpos de agua, entre los que se destacan la salar de Bella Vista, salar de Llamara, salar de Soronal y salar Grande.

### Componentes bióticos
Dentro del territorio de la comuna se pueden hallar los siguientes ecosistemas:
- Bosque espinoso tropical andino donde predominan Browningia candelaris y Corryocactus brevistylus (Preocupación menor)
- Bosque espinoso tropical interior donde predominan Geoffroea decorticans y Prosopis alba (Preocupación menor)
- Bosque espinoso tropical interior donde predominan Prosopis tamarugo y Tessaria absinthiodes (Vulnerable)
- Desierto tropical interior con vegetación escasa (Preocupación menor)
- Dunas tropicales costeras donde predominan Tillandsia landbeckii y Tillandsia marconae (Sin información)
- Matorral bajo desértico tropical andino donde predominan Atriplex imbricata y Acantholippia deserticola (Preocupación menor)
- Matorral bajo desértico tropical interior donde predominan Adesmia atacamensis y Cistanthe salsoloides (Preocupación menor)
- Matorral bajo tropical andino donde predominan Fabiana denudata y Chuquiraga atacamensis (Vulnerable)
- Matorral bajo tropical andino donde predominan Fabiana ramulosa y Diplostephium meyenii (Vulnerable)
- Matorral bajo tropical andino donde predominan Fabiana squamata y Festuca chrysophylla (Vulnerable)
- Matorral bajo tropical andino donde predominan Mulinum crassifolium y Urbania pappigera (Vulnerable)
- Matorral bajo tropical andino donde predominan Parastrephia lepidophylla y Parastrephia quadrangularis (Vulnerable)
- Matorral desértico tropical costero donde predominan Nolana sedifolia y Eulychnia iquiquensis (Preocupación menor)
- Matorral desértico tropical interior donde predominan Atriplex atacamensis y Tessaria absinthioides (Preocupación menor)
- Zonas geográficas hinóspitas sin vegetación (Sin información)

### Medidas de protección ambiental y conflictos socioambientales
Hasta 2022, la comuna de Pozo Almonte cuenta con las siguientes zonas que poseen algún nivel de protección ambiental:
- Reserva Nacional Pampa del Tamarugal (Reserva Nacional)[12]
- salar de Huasco (Bien Nacional Protegido)
- salar de Llamara (Sitios ERB)[13]
- Santuario de la Naturaleza Quebrada de Chacarilla (Santuario de la Naturaleza)[14]

## Demografía
Según los datos recolectados en el censo del año 2002 realizado por el Instituto Nacional de Estadísticas, la comuna posee una superficie de 13.765,8 km² y una población de 10.830 habitantes, de los cuales 4.309 son mujeres y 6.521 son hombres. La comuna acoge al 4,53% de la población total de la región, de la cual un 33,5% corresponde a población rural y un 66,5% a población urbana.
Sus principales poblados son Huatacondo, viejo pueblo sobre la quebrada del mismo nombre; La Tirana y La Huayca, pueblos festivos; y Mamiña, un reconocido centro termal.
| INE 1992   | INE 2002    | INE 2017    |
| 6.322 hab. | 10.830 hab. | 15.711 hab. |

| INE 1992   | INE 2002   |
| 3.963 hab. | 6.384 hab. |

### División administrativa
La comuna de Pozo Almonte se divide en los siguientes distritos:
| Distrito censal | Población (2002) | Superficie  |
| --------------- | ---------------- | ----------- |
| Pozo Almonte    | 7.624 hab.       | 1.247,5 km² |
| Mamiña          | 1.090 hab.       | 1.560,0 km² |
| La Tirana       | 1.532 hab.       | 1.025,0 km² |
| Pintados        | 12 hab.          | 1.160,0 km² |
| Huatacondo      | 223 hab.         | 4.765,8 km² |
| Lagunas         | 316 hab.         | 2.727,5 km² |
| Buenaventura    | 33 hab.          | 1.280,0 km² |

## Administración

### Municipalidad
La Ilustre Municipalidad de Pozo Almonte es dirigida por el alcalde Richard Godoy Aguirre (PDC), el cual es asesorado por los concejales:
- Marcelo Hurtado Naccarino  (Ind./PDC)
- Osvaldo Chandia Aguirre (UDI)
- Iván Moscoso Mollo (Ind./PR)
- Francisco Cáceres Camilo (PS)
- Julia Encina Soto (RN)
- Franco Osorio Alcayaga (PDC)

### Representación parlamentaria
Integra junto con las comunas de Iquique, Alto Hospicio, Huara, Camiña, Colchane y Pica el distrito electoral N.º 2 y pertenece a la 2.ª circunscripción senatorial (Tarapacá). Es representada en la Cámara de Diputados del Congreso Nacional por los diputados Renzo Trisotti Martínez (UDI), Danisa Astudillo (PS) y Matías Ramírez (PCCh). A su vez, es representada en el Senado por los senadores Luz Ebensperger Orrego (UDI) y Jorge Soria Quiroga (Ind-PPD). 

## Economía
En 2018, la cantidad de empresas registradas en Pozo Almonte fue de 205. El Índice de Complejidad Económica (ECI) en el mismo año fue de -0,32, mientras que las actividades económicas con mayor índice de Ventaja Comparativa Revelada (RCA) fueron Fabricación de Maquinaria para Elaboración de Prendas Textiles, de Vestir y Cueros (1095,34), Extracción de Nitratos y Yodo (312,35) y Extracción de Litio y Cloruros, excepto Sal (280,86).

### Energías renovables
La comuna, al igual que en todo el norte del país, posee un alto potencial para la generación de energía solar. En noviembre de 2014 fue inaugurado el parque solar Pozo Almonte Solar I, que alimenta de electricidad a la Compañía Minera Doña Inés de Collahuasi, contribuyendo así a la producción de energías renovables en Chile. 

## Servicios públicos
Un hito importante es su designación como capital de la nueva Provincia del Tamarugal, lo que ha implicado la llegada de un número importante de funcionarios públicos, así como la mejora en los servicios básicos en la ciudad; como la instalación de farmacias, consultas médicas como dentales; ubicados frente al consultorio de Pozo Almonte a modo de aunar especialidades médicas en un mismo sector potenciando así un futuro centro médico integral.
La comuna cuenta con notaría, Archivero Judicial y Conservador de Bienes Raíces, consultorio médico, Carabineros de Chile.

### Educación
En la ciudad de Pozo Almonte, se encuentra ubicada la biblioteca pública, en el edificio de Artes Escénicas de esta localidad, la que se encuentra en estación 211, donde antiguamente se ubicaba el ex Liceo C-12.
En el año 2015, el exalumno y presidente del centro de alumnos del Liceo Alcalde Sergio González Gutiérrez, Nicolás Mena Navarrete, gana el concurso regional de “Deberes y Derechos Ciudadanos” interpuesto por el Ministerio de Justicia, siendo este, un gran hito para un habitante de la comuna. El ganador regional, además se destacó a lo largo de su trayectoria por defender los derechos estudiantiles y aportando como dirigente juvenil a las futuras generaciones.

## Cultura
En lo musical, en pozo Almonte hay diversos grupos folcloristas, bandas de guerra como masis, etc. También tiene una Orquesta representativa, la orquesta Sinfónica Pozo Almonte, la que ha viajado al sur de Chile expandiendo el concepto musical y cultural de esta comuna.

## Lugares de interés
En sus cercanías están las imponentes ex oficinas salitreras de Humberstone y Santa Laura (ambas declaradas Patrimonio de la Humanidad por la Unesco el año 2006) y la ex oficina salitrera Victoria, que llegó a ser la más grande de todas las que existieron, con una población cercana a los 10 000 habitantes.
Unos de los sectores más antiguos de Pozo Almonte es "Las Quintas" ubicada hacia la salida sur. Este sector sufre carencia básicas como lo son el alcantarillado, iluminación pública, espacios públicos, pavientacion, numeración de sus casas, etc. Ahí vive gente en su mayoría perteneciente a la etnia Aimara, descendientes de los primeros habitantes de esta región, son gente dedicada a la agricultura, ganadería, comercio y artesanía, muy reconocida por sus telares de lana alpaca.

## Transporte
Está situado en la ruta 5 Panamericana y es el nudo de comunicaciones para la provincia: de aquí sale la ruta hacia los minerales de cobre de Cerro Colorado, Sagasca, Collahuasi y Quebrada Blanca; al santuario de La Tirana y el oasis de Pica; a las termas de Mamiña; y a la ciudad de Iquique.

## Deportes

### Fútbol
El año 2007 marca el inicio de su aventura futbolística, ya que para aquella temporada se inscribió en la competición de tercera división el Club Deportivo Social y Cultural Pozo Almonte, que hizo las veces de local en el estadio municipal de la localidad, con capacidad para unos 500 espectadores, además cuenta con talleres de Judo el cual ha obtenido grandes logros representando a Tarapacá en los Juegos del Bicentenario y JUDEJUT (Juegos Trasandinos de la Juventud), básquetbol, tenis de mesa, escuela de fútbol, taller de vóleibol, y diversas implementaciones.
La comuna de Pozo Almonte ha tenido a un club participando en los Campeonatos Nacionales de Fútbol en Chile.
- Municipal Pozo Almonte (tercera división 2007-2008).

## Medios de comunicación
Pozo Almonte posee un canal de televisión llamado Tamarugal Televisión señal N.º 11 del cable Pozo Almonte (antes del año 2007 se llamaba La Noria, pero como Pozo Almonte es la capital de la Provincia del Tamarugal se decide cambiar el nombre al actual), donde se muestra todo a través de la comuna en un canal de televisión abierto para toda la comunidad. Así también anexo al canal de televisión existe la radio de carácter comunitaria que transmite en frecuencia modulada, y su nombre es en recuerdo de la ex salitrera Santa Laura Radio Santa Laura 104.5.